# Zuchorzyce
Zuchorzyce (ukr.  Сухоріччя) – wieś na Ukrainie w rejonie lwowskim (wcześniej w rejonie pustomyckim) obwodu lwowskiego.

## Historia
Pod koniec XIX w. wieś w powiecie lwowskim. 
W II Rzeczypospolitej wieś w powiecie lwowskim województwa lwowskiego. W 1944 nacjonaliści ukraińscy z OUN-UPA zamordowali tutaj 7 Polaków.